# Helgi Már Magnússon
Helgi Már Magnússon, né le 27 août 1982, à Reykjavík, en Islande, est un joueur et entraîneur islandais de basket-ball. Il évolue au poste d'ailier.